# Anca Badiu
Anca Badiu (n. 30 aprilie 1979, București) este o cântăreață română. A făcut parte din trupa Class.

## Biografie
A terminat Colegiul Național Ienăchiță Văcărescu, urmând să studieze canto la Conservatorul din București în clasa lui Iulian Băiașu. Și-a continuat studiile muzicale în Italia, la International Musical Center din Milano, sub îndrumarea profesorului Jose Mascolo, timp de trei ani.
A devenit cea de-a patra membră a trupei Class în februarie 2002, înlocuind-o pe Mihaela Florea.
Participă alături de Class la preselecțiile pentru Eurovision 2002 cu piesa „Povestea unei mingi”. Alături de formația Class a lansat albumul „Într-o zi” care include hituri precum „Luna mi-a zâmbit” și „Într-o zi”.
Începând cu anul 2006 Anca Badiu urmează o carieră solo. În ianuarie 2007 a lansat piesa „Nopți de dor”, care face parte din primul ei album lansat în februarie 2007, ANKA. Piesa Nopți de dor intră în Romanian Top 100 pe locul 64, ajungând până pe poziția a opta, rămănând în top timp de șase săptămâni consecutiv. Tot în 2007 face reclamă la Dacia Logan. Al doilea cântec de pe album, My Baby (Tell Me Why), a fost compus de fratele Ancăi, Mircea Badiu (d. 2014), filmările la videoclip având loc în septembrie 2007.
În ianuarie 2010 lansează piesa Love Me Tonight, iar în aprilie 2010 scoate piesa More and More, care devine hit în Rusia. În aprilie 2011 lansează piesa Addicted, iar în 2012 lansează piesa Hello, produsă de Deepcentral. Are un chihuahua pe nume Bijou.

## Discografie

### Albume (alături de Class)
- Într-o zi (2002)
- Pentru dragoste (2004)
- Evo (2005)

### Albume solo
- ANKA (2007)

### Videoclipuri
- Nopți de dor (2007)
- My Baby (Tell Me Why) (2007)
- Cineva (2008)[17]
- Tu Ai Plecat
- Fade Away
- Hello